# Baron Carrington

Wappen des Baron Carrington

Baron Carrington ist ein erblicher britischer Adelstitel, der dreimal geschaffen wurde, je einmal in der Peerage of England, der Peerage of Ireland und der Peerage of Great Britain.

## Verleihungen

### Erste Verleihung
In erster Verleihung wurde am 31. Oktober 1643 in der Peerage of England der Titel Baron Carrington, of Wootton in the County of Warwick, an Sir Charles Smyth verliehen. Bereits am 4. November 1643 wurde er zudem in der Peerage of Ireland zum Viscount Carrington, of Burford in the Province of Connaught, erhoben. Die Baronie wurde fortan als nachgeordneter Titel der Viscountcy geführt.
Beim Tode seines jüngeren Sohnes, des 3. Viscounts, 1706 erloschen beide Titel.

### Zweite und dritte Verleihung
In zweiter Verleihung wurde am 11. Juli 1796 in der Peerage of Ireland der Titel Baron Carrington, of Bulcot Lodge, für Robert Smith, ein langjähriges Mitglied des House of Commons, geschaffen. Durch die Verleihung in der Peerage of Ireland konnte er seinen Sitz im britischen Unterhaus behalten. Erst am 20. Oktober 1797 wurde er in dritter Verleihung in der Peerage of Great Britain auch zum Baron Carrington, of Upton in the County of Nottingham erhoben, mit dem nun auch ein erblicher Sitz im House of Lords verbunden war und für den er seinen Unterhaussitz aufgab.
Sein Sohn, der 2. Baron, änderte 1839 seinen Familiennamen zu Carrington. Dessen Sohn, der 3. Baron, änderte seinen Familiennamen 1880 zu Carington und 1896 zu Wynn-Carington. Dieser 3. Baron, Robert Wynn-Carington, war ein bekannter liberaler Politiker. Er wurde am 16. Juli 1895 zum Earl Carrington und Viscount Wendover, of Chipping Wycombe in the County of Buckingham, sowie am 26. Februar 1912 zum Marquess of Lincolnshire erhoben. Alle diese Titel gehörten zur Peerage of the United Kingdom. Da sein einziger Sohn und Erbe 1915 im Ersten Weltkrieg fiel, ohne männliche Abkömmlinge zu hinterlassen, erloschen diese Titel beim Tod des Marquess am 13. Juni 1928, während die Baronien Carrington auf den jüngeren Bruder des Marquess als 4. Baron übergingen. Auch dieser hatte seinen Familiennamen 1880 zu Carington geändert.
Sein Enkel, der 6. Baron, Peter Carington war ein bekannter konservativer Politiker. Er hatte diverse Ministerämter in konservativen Regierungen inne, darunter von 1979 bis 1982 das des Außenministers, und war NATO-Generalsekretär. Am 17. November 1999 erhielt er eine Life Peerage als Baron Carington of Upton, of Upton in the County of Nottingham, sodass er auch nach Inkrafttreten des House of Lords Act 1999 seinen Sitz im House of Lords behielt.
Seit der Inthronisierung Charles III., am 9. September 2022, ist der 7. Baron, Rupert Carrington, deputierter Lord Great Chamberlain des Vereinigten Königreichs und damit einer der höchsten Staatsämter.

## Liste der Barone Carrington

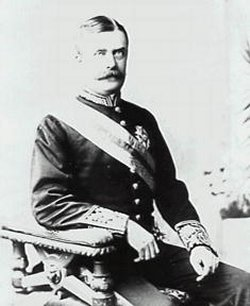
Robert Wynn-Carington, 1. Marquess of Lincolnshire

### Barone Carrington, erste Verleihung (1643)
- Charles Smyth, 1. Viscount Carrington, 1. Baron Carrington (1598–1665)
- Francis Smith, 2. Viscount Carrington, 2. Baron Carrington (um 1621–1701)
- Charles Smith, 3. Viscount Carrington, 3. Baron Carrington (1635–1706)

### Barone Carrington, zweite und dritte Verleihungen (1796; 1797)
- Robert Smith, 1. Baron Carrington (1752–1838)
- Robert Carrington, 2. Baron Carrington (1796–1868)
- Robert Wynn-Carington, 1. Marquess of Lincolnshire, 1. Earl Carrington, 3. Baron Carrington (1843–1928)
- Rupert Carington, 4. Baron Carrington (1852–1929)
- Rupert Carington, 5. Baron Carrington (1891–1938)
- Peter Carington, 6. Baron Carrington (1919–2018)
- Rupert Carington, 7. Baron Carrington (* 1948)

Voraussichtlicher Titelerbe (Heir apparent) ist der Sohn des jetzigen Barons, Hon. Robert Carington (* 1990).